# HK Kralupy nad Vltavou

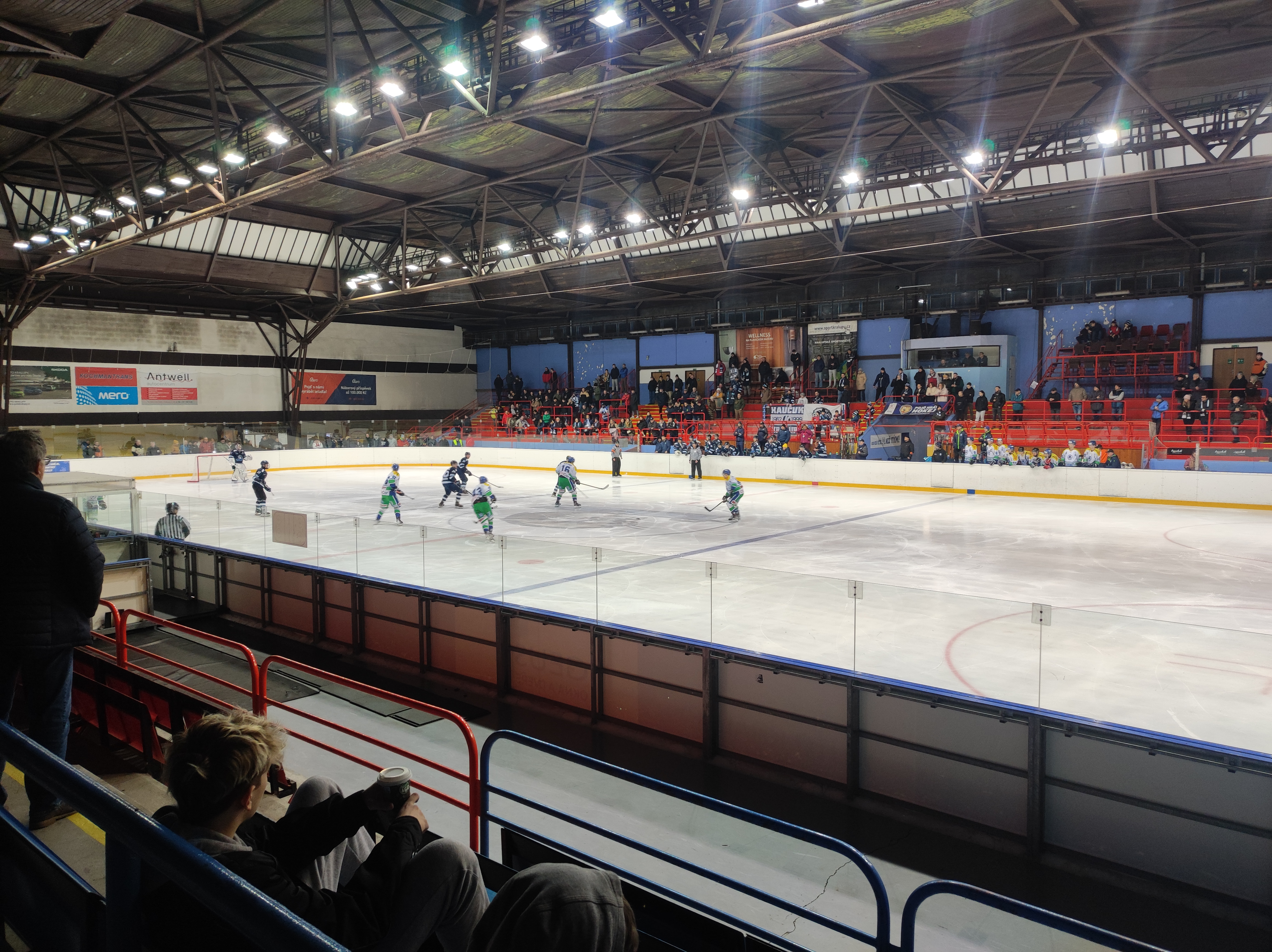
Interiér Zimního stadionu v Kralupech

HK Kralupy nad Vltavou (celým názvem: Hokejový klub Kralupy nad Vltavou) je český klub ledního hokeje, který sídlí ve městě Kralupy nad Vltavou ve Středočeském kraji. Založen byl v roce 1923. V roce 1995 klub odkoupil licenci na 1. ligu od HC Hodonín. 1. ligu hrál klub až do roku 1999, kdy prodal licenci klubu HC Junior Mělník. V následující sezoně hrál klub pouze 2. ligu. I tu však po skončení sezony v roce 2000 prodal klubu HC Benátky nad Jizerou. Od roku 2000 se tak hraje ve městě pouze Krajský přebor. V sezoně 2014/2015 klub hrál krajskou ligu - sezonu zakončil sestupem zpět do krajské soutěže. Od sezóny 2018/19 působí ve Středočeské krajské lize, čtvrté české nejvyšší soutěži ledního hokeje. Klubové barvy jsou modrá a bílá.
Do sezóny 2015/2016 se povedlo získat ELIOD Ligu mladšího dorostu. Ačkoliv nováček soutěže povedlo se senzační umístění a dokonce Kralupy zasáhly do bojů playoff a i v sezoně 2016/2017 se bude v Kralupech hrát ligový hokej. Dalším významným krokem je navázání spolupráce s Michalem Brošem, bývalým reprezentantem, mistrem světa, násobným mistrem české a finské hokejové ligy a s metodikem Miroslavem Hesem, autorem mnoha úspěšných programů se zaměřením na trénování a podporu trenérům.
Své domácí zápasy odehrává na zimním stadionu Kralupy nad Vltavou s kapacitou 2 300 diváků.
Stadion hostil mezinárodní zápasy proti celkům z Francie (AC BOULOGNE - BILLANCOURT), Kanady (Selwyn Gryphones, Vancouver Islanders) či přípravné zápasy reprezentace U18 a U16. Mezi tradiční turnaje se zařadily mezinárodní mikulášský Veolia Cup či vánoční Prevent Cup.
V roce 2017 byl po dosazení Michala Broše do čela vedení HC Sparta a na jeho úsek sportovního manažera klubu přiveden z Kladna Josef Zajíc.

## Soutěže a týmy
- turnaje přípravek
- krajská liga 2. tříd
- krajská liga 3. tříd
- krajská liga 4. tříd
- krajská liga mladších žáků
- krajská liga starších žáků
- ELIOD liga mladšího dorostu - skupina západ sever
- Liga staršího dorostu
- Redstone extraliga juniorů
- krajská soutěž mužů (A tým)

## Největší úspěchy
- baráž o extraligu roku 1996/1997
- 4 strávené sezony v 1. národní hokejové lize
- ELIOD liga mladšího dorostu (2015/2016) - umístění v základní skupině na 5. místě a zajištění si účast v playoff, kde HKK skončil na výborném 5. místě
- ELIOD liga mladšího dorostu (2016/2017) - umístění v základní skupině na 1. místě. V následném playoff skončil tým na konečném bronzovém místě[nedostupný zdroj]

- 2022/2023 - MISTR KRAJSKÉ LIGY

Osmifinále - HC Kutná Hora (D 3:1, V 2:1pp)
Čtvrtfinále - HK Slaný (V 2:1pp, D 3:4, V 4:3sn)
Semifinále - HC Poděbrady (V 5:3, D 5:2)
Finále - HC Junior Mělník (D 4:3, V 5:1)
- 2022/2023 - Vítěz kvalifikace o 2. Národní ligu

HK Kralupy nad Vltavou - HC Bílina (V 7:3, D 3:0)
2022/2023 - POSTUP DO 2. NÁRODNÍ LIGY

## Přehled ligové účasti
Stručný přehled
Zdroj:
- 1949–1951: Středočeská I. třída – sk. G (2. ligová úroveň v Československu)
- 1952–1953: Středočeská I. A třída – sk. C (2. ligová úroveň v Československu)
- 1972–1973: Středočeský krajský přebor (4. ligová úroveň v Československu)
- 1973–1974: Divize – sk. B (4. ligová úroveň v Československu)
- 1974–1976: 2. ČNHL – sk. B (3. ligová úroveň v Československu)
- 1976–1977: Divize – sk. A (4. ligová úroveň v Československu)
- 1993–1994: Středočeský krajský přebor (4. ligová úroveň v České republice)
- 1994–1995: 2. liga – sk. Západ (3. ligová úroveň v České republice)
- 1995–1999: 1. liga (2. ligová úroveň v České republice)
- 1999–2000: 2. liga – sk. Západ (3. ligová úroveň v České republice)
- 2003–2004: Středočeský krajský přebor (4. ligová úroveň v České republice)
- 2004–2005: Středočeská krajská soutěž – sk. B (5. ligová úroveň v České republice)
- 2005–2009: Středočeský krajský přebor (4. ligová úroveň v České republice)
- 2009–2013: Středočeská krajská liga (4. ligová úroveň v České republice)
- 2013–2014: Středočeská krajská soutěž (5. ligová úroveň v České republice)
- 2014–2015: Středočeská krajská liga (4. ligová úroveň v České republice)
- 2015–2017: Středočeská krajská soutěž (5. ligová úroveň v České republice)
- 2017–2018: Středočeská krajská soutěž – sk. Sever (5. ligová úroveň v České republice)
- 2018–2021: Středočeská krajská liga – sk. Západ (4. ligová úroveň v České republice)
- 2021–2022: Středočeská krajská liga – sk. B (4. ligová úroveň v České republice)
- 2022–2023: Středočeská krajská liga – sk. Sever (4. ligová úroveň v České republice)
- 2023 - : 2. liga - sk. Západ (3. ligová úroveň v České republice)

Jednotlivé ročníky
Zdroj:
Legenda: ZČ - základní část, červené podbarvení - sestup, zelené podbarvení - postup, fialové podbarvení - reorganizace, změna skupiny či soutěže
| Československo (1949 – 1993) |                                        |           |           |                                                 |                                |
| Sezóny                       | Soutěž                                 | Úroveň    | ZČ        | Play-off, nadstavba, sk. o udržení...           | Poznámky                       |
| 1949/50                      | Středočeská I. třída – sk. G           | 3. úroveň | ?. místo  |                                                 |                                |
| 1950/51                      | Středočeská I. třída – sk. G           | 3. úroveň | ?. místo  |                                                 | Reorganizace                   |
| ...                          |                                        |           |           |                                                 |                                |
| 1952/53                      | Středočeská I. A třída – sk. C         | 2. úroveň | 2. místo  |                                                 | Reorganizace                   |
| ...                          |                                        |           |           |                                                 |                                |
| 1972/73                      | Středočeský krajský přebor             | 4. úroveň | 1. místo  |                                                 | Reorganizace                   |
| 1973/74                      | Divize – sk. B                         | 4. úroveň | 1. místo  | Kvalifikace o 2. ČNHL (1. místo)                | Postup                         |
| 1974/75                      | 2. ČNHL – sk. B                        | 3. úroveň | 6. místo  |                                                 |                                |
| 1975/76                      | 2. ČNHL – sk. B                        | 3. úroveň | 8. místo  |                                                 | Sestup                         |
| 1976/77                      | Divize – sk. A                         | 4. úroveň | 5. místo  |                                                 | Reorganizace                   |
| ...                          |                                        |           |           |                                                 |                                |
| Česko (1993 – )              |                                        |           |           |                                                 |                                |
| Sezóny                       | Soutěž                                 | Úroveň    | ZČ        | Play-off, nadstavba, sk. o udržení...           | Poznámky                       |
| 1993/94                      | Středočeský krajský přebor             | 4. úroveň | ?. místo  |                                                 | Koupě licence od I. ČLTK Praha |
| 1994/95                      | 2. liga – sk. Západ                    | 3. úroveň | 4. místo  |                                                 | Koupě licence od Hodonína      |
| 1995/96                      | 1. liga                                | 2. úroveň | 9. místo  | Čtvrtfinále                                     |                                |
| 1996/97                      | 1. liga                                | 2. úroveň | 2. místo  |                                                 | Baráž                          |
| 1997/98                      | 1. liga                                | 2. úroveň | 9. místo  |                                                 |                                |
| 1998/99                      | 1. liga                                | 2. úroveň | 7. místo  |                                                 | Prodej licence do Mělníku      |
| 1999/00                      | 2. liga – sk. Západ                    | 3. úroveň | 4. místo  | Finále                                          | Prodej licence do Benátek      |
| ...                          |                                        |           |           |                                                 |                                |
| 2003/04                      | Středočeský krajský přebor             | 4. úroveň | 12. místo |                                                 | Sestup                         |
| 2004/05                      | Středočeská krajská soutěž – sk. B     | 5. úroveň | 2. místo  | Finálová skupina (2. místo)                     | Postup                         |
| 2005/06                      | Středočeský krajský přebor             | 4. úroveň | 10. místo |                                                 |                                |
| 2006/07                      | Středočeský krajský přebor             | 4. úroveň | 11. místo |                                                 |                                |
| 2007/08                      | Středočeský krajský přebor             | 4. úroveň | 10. místo |                                                 |                                |
| 2008/09                      | Středočeský krajský přebor             | 4. úroveň | 10. místo |                                                 | Reorganizace                   |
| 2009/10                      | Středočeská krajská liga               | 4. úroveň | 9. místo  | Čtvrtfinále                                     |                                |
| 2010/11                      | Středočeská krajská liga               | 4. úroveň | 7. místo  | Čtvrtfinále                                     |                                |
| 2011/12                      | Středočeská krajská liga               | 4. úroveň | 7. místo  | Čtvrtfinále                                     |                                |
| 2012/13                      | Středočeská krajská liga               | 4. úroveň | 12. místo | Skupina o udržení (4. místo)                    | Sestup                         |
| 2013/14                      | Středočeská krajská soutěž             | 5. úroveň | 2. místo  | Finálová skupina (1. místo)                     | Postup                         |
| 2014/15                      | Středočeská krajská liga               | 4. úroveň | 12. místo |                                                 | Sestup                         |
| 2015/16                      | Středočeská krajská soutěž             | 5. úroveň | 4. místo  |                                                 |                                |
| 2016/17                      | Středočeská krajská soutěž             | 5. úroveň | 6. místo  |                                                 | Reorganizace                   |
| 2017/18                      | Středočeská krajská soutěž – sk. Sever | 5. úroveň | 1. místo  |                                                 | Postup                         |
| 2018/19                      | Středočeská krajská liga – sk. Západ   | 4. úroveň | 6. místo  |                                                 |                                |
| 2019/20                      | Středočeská krajská liga – sk. Západ   | 4. úroveň | 3. místo  |                                                 | Nedohráno                      |
| 2020/21                      | Středočeská krajská liga – sk. Západ   | 4. úroveň | neurčeno  | sezóna zrušena kvůli pandemii covidu-19         | Reorganizace                   |
| 2021/22                      | Středočeská krajská liga – sk. B       | 4. úroveň | 5. místo  | Semifinále                                      | Reorganizace                   |
| 2022/23                      | Středočeská krajská liga – sk. Sever   | 4. úroveň | 3. místo  | Finále (výhra 2:0 na zápasy s HC Junior Mělník) | Kvalifikace                    |
| 2023/24                      | 2. liga – sk. Západ                    | 3. úroveň | 12. místo | Ne                                              |                                |
| 2024/25                      | 2. liga – sk. Západ                    | 3. úroveň | 9. místo  | Ne                                              |                                |